# Součinitel drsnosti
Součinitel drsnosti, v angloamerické literatuře též s přídomkem Manningův (ač Manning převzal součinitel odvozený Ganguilletem a Kutterem), je charakteristikou odporů koryta (nebo i potrubí) proti proudění.

## Použití
Součinitel drsnosti se používá pro výpočet Chézyho rychlostního součinitele podle vztahů různých autorů. Jeho výhodou je globální přístup, všechny možné vlivy jsou zahrnuty do jediného parametru. Není konstantní, může se měnit s vodním stavem a ročním obdobím.
Při jeho použití lze snadno zohlednit odlišnou hydraulickou drsnost různých částí omočeného obvodu.
Jeho určení zejména pro vodní toky (pomineme-li velmi pracné změření) je poměrně obtížné, dosti subjektivní a vyžaduje značnou zkušenost, různí jedinci mohou dospět i ke značně odlišným hodnotám. Celkově je známá tendence součinitel drsnosti spíše podhodnocovat.

## Vlivy, působící na jeho velikost
Dosti podrobný rozbor podává Chow, překlad viz

### Povrchová drsnost
Povrchová drsnost je dána velikostí a tvarem výstupků stěny potrubí či koryta, resp. v případě koryt vodních toků velikostí a tvarem splaveninových zrn. Jedná se o jeden z hlavních parametrů.

### Vegetace
Vegetace v korytech toků může být ponořená (lakušník, stolístek aj.) přímo v korytě toku, či na březích (buřeň, vrbové porosty aj. Lze ji považovat za druh povrchové drsnosti, výrazným způsobem zvětšuje odpory proudění a v řadě případů i ovlivňuje velikost průtočné plochy. Je nutné vést v patrnosti, že vegetace podléhá výrazným sezónním změnám.

### Nepravidelnosti koryta
Tato kategorie zahrnuje změny příčného profilu, průtočné plochy a omočeného obvodu po délce koryta. V přirozených korytech jsou způsobovány přítomností nánosových lavic, dnových útvarů (čeřiny, vrásky, duny ...), tůněmi a brody atd.

### Půdorys koryta
V zásadě se dá říci, že čím ostřejší oblouky a meandry, tím vyšší odpory proudění. Kromě toho v obloucích a meandrech přirozených koryt dochází k deformacím koryta, které však přísluší předchozí kategorii.

### Zanášení a vymílání
Zanášení a vymílání koryta vede ke změnám hydraulických odporů převážně deformacemi koryta a případným vznikem dnových útvarů, přitom však může působit na obě strany - jak zvyšovat, tak i snižovat hydraulické odpory podle toho, zda se deformace koryta zvětšují (obvykle při vymílání) nebo snižují (někdy při zanášení). Velikost vymílání či zanášení je závislá na materiálu koryta a velikosti průtoku. Dochází-li současně k pohybu splavenin, spotřebuje se na jejich pohyb jistá část energie proudící vody, takže hydraulické odpory jsou větší než v korytě bez pohybu splavenin.

### Překážky
Překážky v korytě (bariéry spláví, mostní pilíře aj.) zvyšují hydraulické odpory. Velikost zvýšení odporů závisí na charakteru překážek, jejich tvaru, počtu a rozmístění.

### Velikost a tvar koryta
Velikost a tvar koryta zřejmě nemají na hydraulické odpory zásadní vliv.

### Vodní stav a průtok
Hydraulické odpory se zpravidla s rostoucím vodním stavem snižují. Pokud hladina dosáhne břehové vegetace, mohou se hydraulické odpory zvětšovat, dojde-li k vybřežení vody z koryta a část průtoku prochází inundací, mohou hydraulické odpory dosahovat v závislosti na typu, hustotě a výšce vegetace v inundačním prostoru i značné velikosti.

### Sezónní změny
Vzhledem k výskytu vodních rostlin i břehové vegetace se ve vegetační sezóně mohou hydraulické odpory zvětšovat, a mimovegetační sezóně naopak zmenšovat. Sezónní změny se mohou projevovat i v jiných oblastech (např. ovlivnění režimu plavenin), v zimním období může docházet k výskytu ledových jevů, které mohou mít velmi značný vliv.

### Splaveniny
Při pohybu splavenin se jistá část energie toku spotřebuje, což se projeví jako zvýšení hydraulických odporů. Dnové útvary mohou též zvyšovat hydraulické odpory.

## Možné způsoby určení

### Tabulky
Běžně se součinitel drsnosti udává v tabelární formě pro různé materiály koryta i různé typy koryt od umělých po přirozené vodní toky. Tabulky lze nalézt v hydraulické literatuře, učebnicích, průvodcích a pod. Všechny vycházejí z tabulek uveřejněných Chowem. V tuzemské literatuře jsou nejobsáhlejší uvedeny v ,  Pro popis příslušného materiálu či typu koryta jsou obvykle udány tři hodnoty - dobrý stav, běžný stav a špatný stav. Je vcelku pochopitelné, že přiřazení skutečného stavu krátkému slovnímu popisu bývá obtížné, navíc v řadě případů dosahuje poměr součinitele drsnosti pro špatný a dobrý stav hodnoty 2 i více. Při použití tabulek pro umělé kanály a přirozená koryta je třeba vést v patrnosti, že hodnoty součinitele drsnosti jsou udávány v zásadě pro břehový průtok (průtok právě ještě nevybřežující z koryta). Též lze použít tabulky drsností přirozených toků podle Sribného či Nosova (viz např. ,).

### Cowanova procedura
Cowanova metoda (v některých pramenech uváděna jako Soil Conservation Service Method), je standardizovaná procedura pro určení součinitele drsnosti umělých kanálů a přirozených koryt. Cowan vytipoval několik základních parametrů, nejvíce ovlivňujících hodnotu součinitele drsnosti, kterým jsou zpracovatelem přiřazeny dílčí hodnoty, a jejich kombinací je pak získán výsledný celkový součinitel drsnosti:
{\displaystyle n=(n_{0}+n_{1}+n_{2}+n_{3}+n_{4})m_{5}}
kde {\displaystyle n_{0}} je bazální hodnota součinitele drsnosti pro přímé, pravidelné, hladké koryto v odpovídajícím materiálu, {\displaystyle n_{1}} zohledňuje vliv nerovnosti povrchu, {\displaystyle n_{2}} variací tvaru a velikosti příčného profilu, {\displaystyle n_{3}} překážek,{\displaystyle n_{4}} vegetace a poměrů proudění, a {\displaystyle m_{5}} je korekční faktor zohledňující zakřivení, resp. stupeň meandrování, koryta.
Cowanova metoda dává dobrý metodický návod, leč opět vzhledem ke krátkým slovním popisům stavů jednotlivých parametrů, z nichž každý má několik stupňů, je její použití též poněkud problematické.

### Barnesův přístup
Vzhledem k problémům výše zmíněných metod odhadu součinitele drsnosti zvolil Barnes pro přirozené toky přístup poněkud odlišný - vybral 50 lokalit na vodních tocích U.S.A. se známými (změřenými) součiniteli drsnosti, které prezentoval v knižní formě (dostupné též on-line ). Pro každou lokalitu je uvedena barevná fotografie (nebo několik) lokality, půdorysné schéma a schematické příčné řezy plus popis koryta a jeho materiálu a základní hydrologické charakteristiky pro danou lokalitu.
Barnesův příklad později následovalo několik dalších autorů (např. ,,, ). Opět je zde problém správně přiřadit danou lokalitu k obvykle dvěma fotografiím a krátkému popisu. Barnes sice ve své práci uvádí, že osoby, které prošly speciálním školením, jsou schopny součinitele drsnosti odhadnout s nejistotou ca 15 %, na základě práce Koutkové a Říhy se však tato hodnota jeví jako značně optimistická.

### Určení na základě zrnitosti substrátu
Porovnáním Stricklerova vztahu pro výpočet Chézyho rychlostního součinitele a Manningovy rovnice lze snadno odvodit výraz pro určení součinitele drsnosti na základě velikosti substrátu koryta:
{\displaystyle n={\frac {1}{a}}d^{1/6}}
kde {\displaystyle a} je konstanta a {\displaystyle d} je charakteristické zrno. Jak konstantu, tak charakteristické zrno různí autoři uvádějí různými hodnotami, dodnes není jasno jaké charakteristické zrno nejlépe použít a hodnoty konstanty {\displaystyle a} se pohybují ve značně širokých mezích (viz  ). Původní Stricklerovy hodnoty jsou {\displaystyle a=21,1} pro homogenní pískovou drsnost a {\displaystyle a=24,4} pro {\displaystyle d=d_{50}} (viz ).
Bray empiricky odvodil obdobné vztahy
{\displaystyle n=0,0593d_{50}^{0,179},\qquad n=0,0561d_{65}^{0,179},\qquad n=0,0495d_{90}^{0,16}}.
Mattas na základě analýzy velkého datového souboru dospěl pro hrubozrnný materiál a vyšší sklony ke vztahům
{\displaystyle n=0,097d_{50}^{0,196},\qquad n=0,115d_{84}^{0,376}}.
Několik autorů do svých empirických vztahů zahrnulo i jiné proměnné, zejména sklon čáry energie a hydraulický radius, a naopak vypustilo závislost na charakteristickém zrnu.
Bray uvádí jednoduchý vztah
{\displaystyle n=0,104i^{0,177}},
Jarrett pro horské toky vyšších gradientů s hrubozrnným substrátem
{\displaystyle n=0,32i_{E}^{0,38}R^{-0,16}},
a Mattas pro obdobné podmínky vztah blízký vzorci Jarretta
{\displaystyle n=0,267i^{0,323}R^{-0,152}}.
Kromě těchto vztahů lze pro odhad součinitele drsnosti použít tabulku publikovanou Coonem; zde ji uvádíme v poněkud modifikované a doplněné podobě daty dalších autorů
| Materiál      | hrubý písek  | jemný štěrk | štěrk        | hrubý štěrk | Velmi hrubý štěrk | malé oblázky | oblázky      | balvany      |
| velikost [mm] | 1-2          | 4-8         | 2-64         | 16-32       | 32-64             | 64-128       | 64-256       | >256         |
| n             | 0,026- 0,035 | 0,024       | 0,028- 0,035 | 0,028       | 0,032             | 0,036        | 0,030- 0,050 | 0,040- 0,070 |

### Přímé změření
Nejpřesnějším způsobem určení součinitele drsnosti je jeho přímé změření, resp. změření potřebných hydraulických veličin a jeho výpočet z Manningovy rovnice nebo Chézyho rovnice s Chézyho rychlostním součinitelem vypočteným podle Manninga. Byť relativně nejpřesnější, vyžaduje tento přístup měření v terénu a je tudíž časově náročný, a tedy i drahý. Navíc, pokud nemáme více měření při významně různých vodních stavech, je extrapolace součinitele drsnosti na jiný vodní stav, než při kterém byl změřen, značně problematická.
V rámci měření musíme určit:
- průtok (zpravidla hydrometrováním, pokud je v blízkosti limnigraf s ověřenou konsumční křivkou, lze použít tento údaj)
- průtočnou plochu a omočený obvod pokud možno alespoň ve dvou profilech
- sklon hladiny

Podrobný návod pro měření i jeho zpracování udává metodika, certifikovaná MZe ČR.